# Dmitry Baevsky
Dmitry Baevsky (russisch Дмитрий Баевский/Dmitri Bajewski; * 24. Mai 1976 in Leningrad) ist ein russischer Jazz-Saxophonist des Hardbop, der in den Vereinigten Staaten lebt.

## Leben und Wirken
Dmitry Baevsky hatte als Kind Klavierunterricht und wechselte als Jugendlicher zum Altsaxophon. Ab 1991 besuchte er das Mussorgski-Musikkolleg und studierte u. a. bei Gennadi Golstein. Während der 1990er Jahre spielte er in russischen Bigbands und trat er auf zahlreichen Festivals des Landes auf; 1996 zog er nach New York, um mit einem Stipendium am Jazz Department der New School University zu studieren. Danach blieb Baevsky in New York und arbeitete in der lokalen Jazzszene. 2005 legte er sein Plattendebüt Introducing Dmitry Baevsky auf Lineage Records vor, bei dem er mit Cedar Walton, Jimmy Cobb und John Webber spielte. Außerdem arbeitete er u. a. mit Peter Washington, Willie Jones III, Harry Allen, Peter Bernstein, Junior Mance, Dennis Irwin und Jeremy Pelt. 2009 folgte das Album Some Other Spring (Rideau Rouge/Harmonia Mundi), 2010 Down with It (Sharp Nine Records) mit Jeremy Pelt sowie seinem regulären Quartett aus Jeb Patton (Piano), David Wong (Bass) und Jason Brown (Schlagzeug). Gegenwärtig (2018) leitet er das Dmitry Baevsky Quartet, dem Jeb Patton (Piano), Joe Strasser (Drums) und Neal Miner (Bass) angehören.